# Kindermann (Optikhersteller)

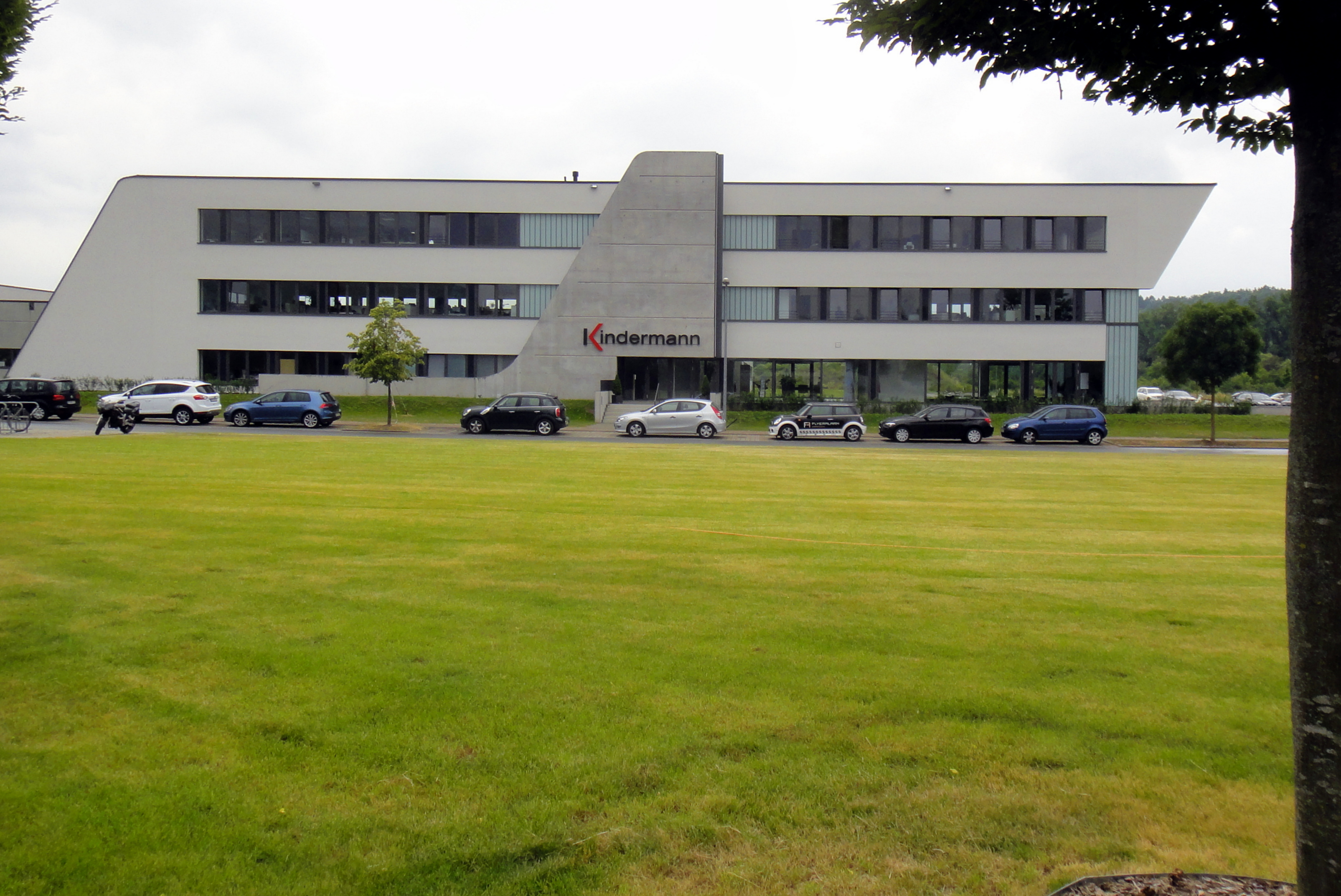
Kindermann Firmensitz in Eibelstadt

Die Kindermann GmbH ist ein deutscher Hersteller von Leuchtmitteln, Beamern und Projektionstechnik. 

## Geschichte
Als Familienunternehmen in Berlin gegründet, wurden 1861 zunächst Petroleumlampen hergestellt. Die Firma bezeichnet sich u. a. als Erfinderin der Lichterkette und stellte in Europa die ersten Diaprojektoren mit Magazin her.
1943 wurde Kindermann nach Heidingsfeld ausgelagert. 1950 verlegte Kindermann seinen Stammsitz nach Ochsenfurt in Franken. Im Nachkriegsdeutschland war Kindermann ein bekannter Hersteller von Diaprojektoren und den oft in Schulen eingesetzten Episkopen, später von Overheadprojektoren (Markenname „Famulus“). 1982 brachte Kindermann zusammen mit Leitz das Leitz-Kindermann-Magazin für ungeglaste Dias auf den Markt. Einige der kleineren Diaprojektoren von Leitz wurden mit Kindermann-Technik ausgestattet (Pradovit R 150, Pradovit RA 150) oder von 1988 bis 1990 ganz von Kindermann gefertigt (Pradovit 153/253).
Daten- und Videoprojektoren werden seit 1982 produziert. In der Blütezeit des Unternehmens wurden in Ochsenfurt etwa 400 Mitarbeiter beschäftigt. Die Produktpalette umfasste unter anderem Dia- und Schreib-Projektoren, Fotolabor-Geräte, Mikrofilm-Lese-Geräte, elektrische Informationssysteme und Tageslichtprojektoren.
Im Juni 2003 meldete die Gesellschaft Insolvenz an, nachdem das Unternehmen in die roten Zahlen geraten war. Für die entlassenen Mitarbeiter wurde ein Sozialplan aufgelegt. Im Zuge einer Neuausrichtung der Produktpalette nach der Insolvenz wurde ein Schwerpunkt auf den Wachstumsmarkt der professionellen Präsentations- und Konferenztechnik gelegt. Mit einem XGA-Datenprojektor gewann das Unternehmen 2007 einen bundesweiten IT-Innovationspreis.
Nach vier Jahren Arbeit unter Insolvenzverwaltung ist seit 2007 Paulinus Hohmann, Inhaber der ADAPT Elektronik GmbH, neuer Inhaber und Geschäftsführer des heute als Kindermann GmbH firmierenden Unternehmens.
2009 wurde der insolvente niederländische Vertriebspartner H3O als H3O Kindermann GmbH (i.Gr.) in das Unternehmen übernommen. Der Firmensitz von Kindermann wurde 2012 im Rahmen einer Flächenexpansion in das nahe Eibelstadt verlegt.